# Hůrka (Jeseník nad Odrou)
Hůrka je vesnice, část obce Jeseník nad Odrou v okrese Nový Jičín. Nachází se asi 2,5 km na jihovýchod od Jeseníku nad Odrou, na nejjižnějším cípu CHKO Poodří. V roce 2009 zde bylo evidováno 120 adres. V roce 2009 zde trvale žilo 352 obyvatel.
Hůrka je také název katastrálního území o rozloze 4,4 km2. V katastru obce leží vrchol Hůrka (380 m) a protéká jí Hůrecký potok, zvaný taky jako Teplá.

## Historie
První písemná zmínka o obci pochází z roku 1383.

## Pamětihodnosti
- Kaple sv. Anny – založena asi kolem roku 1840, v roce 1851 byla dokončena a vysvěcena.
- Pomník obětem první světové války – postavený roku 1927, na němž je tabulka se jménem jediné oběti 2. světové války z Hůrky, Václavky Hasalové.
- Pomníček obětí leteckého neštěstí z roku 1964